# Dasineura lupulinae
Dasineura lupulinae är en tvåvingeart som först beskrevs av Jean-Jacques Kieffer 1891.  Dasineura lupulinae ingår i släktet Dasineura och familjen gallmyggor. Inga underarter finns listade i Catalogue of Life.